# Ptolemaios X.

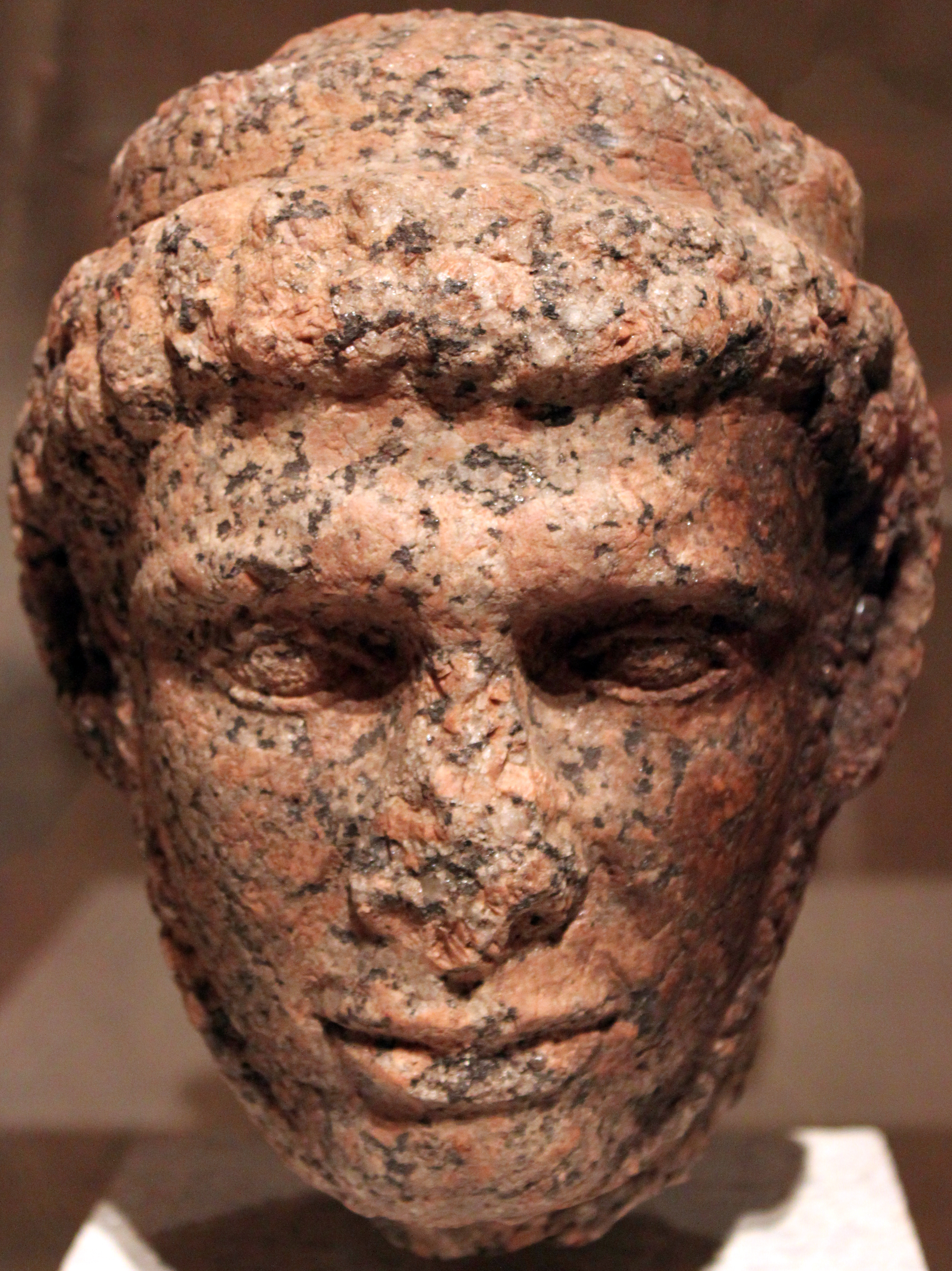
Porträtkopf des Ptolemaios X.; Ägyptisches Museum Berlin

Ptolemaios X. Alexander I. (altgriechisch Πτολεμαῖος Ἀλέξανδρος Ptolemaíos Aléxandros; * um 140/139 v. Chr.; † wohl 88 v. Chr. bei Zypern) war Pharao (König) von Ägypten aus der Dynastie der Ptolemäer. Er regierte von 107 bis 101 v. Chr. als Mitregent seiner Mutter Kleopatra III., danach bis 88 v. Chr. allein über Ägypten. 88 v. Chr. wurde er durch einen Aufstand der Alexandriner vertrieben und kam, eventuell noch im gleichen Jahr, bei einem Eroberungsversuch Zyperns ums Leben.

## Leben

### Abstammung; Namensformen; frühes Leben
Ptolemaios X. war der jüngere Sohn von Ptolemaios VIII. und der Kleopatra III. sowie der jüngere Bruder des Ptolemaios IX. Soter. Die offizielle Führung des Doppelnamens Ptolemaios Alexandros in Dokumenten und hieroglyphischen Inschriften ist so ungewöhnlich, dass die deutschen Althistoriker Walter Otto und Hermann Bengtson zu der Annahme neigen, Ptolemaios X. sei, da er nicht der Erstgeborene war, bei seiner Geburt der – auch in den klassischen Quellen bezeugte – Individualname Alexander verliehen worden. Als er später zum König aufstieg, habe er sich den Dynastienamen Ptolemaios zugelegt, aber auch den Geburtsnamen Alexander weiterhin geführt. Dieser Entschluss lag wohl in der programmatischen Bedeutung des Namens Alexander begründet, der die Erinnerung an den zum Reichsgott erhobenen Alexander den Großen wachrufen sollte.
Zeitweilig führte Ptolemaios X. auch die Kultnamen Theos Philometor Soter („Mutterliebender Rettergott“). Vielleicht wurde Ptolemaios X. auch mit den Spottnamen Kokkes oder Sohn der Kokke (Bedeutung unklar) sowie  Pareisaktos („Der heimlich [auf den Thron] Eingeführte“) bedacht. Als Quellen hierfür liegen das – allerdings erst um 630 n. Chr. verfasste – Chronicon Paschale vor, das Ptolemaios X. als Sohn der Kokke bezeichnet, sowie der antike Geograph Strabon, der in seinem gegen Ende des 1. Jahrhunderts v. Chr. und am Beginn des 1. Jahrhunderts n. Chr. entstandenem Werk  Geographika (17,1,8 S. 794) berichtet, dass ein Ptolemaios, der die Beinamen Kokkes und Pareisaktos führte, von Syrien gekommen sei, den goldenen Sarg Alexanders des Großen eingeschmolzen und geplündert habe und daraufhin von den Alexandrinern vertrieben worden sei. Da Strabon den von ihm erwähnten Ptolemaios nicht näher spezifiziert, ist unklar, welchen er meint, doch wird sein Bericht in der Forschung überwiegend auf Ptolemaios X. bezogen. Der Beiname Pareisaktos spielte wohl auf die Umstände der Thronbesteigung Ptolemaios’ X. an; er wurde nämlich, nachdem seine Mutter durch eine List die Vertreibung ihres ungeliebten Sohnes Ptolemaios IX. erreicht hatte, 107 v. Chr. an dessen Stelle auf den Thron gesetzt.
Da Kleopatra III. ihren jüngeren Sohn Ptolemaios X. bevorzugte, beabsichtigte sie, ihn bereits nach dem Tod seines Vaters im Juni 116 v. Chr. zu ihrem Mitregenten zu ernennen. Ptolemaios VIII. hatte ihr auch testamentarisch das Recht eingeräumt, dass sie sich denjenigen ihrer Söhne, mit dem sie gemeinsam herrschen wolle, aussuchen könne. Allerdings vermochte die bereits etwa 70-jährige Kleopatra II., die Mutter und Rivalin Kleopatras III., mit Hilfe der Heeresversammlung und der Alexandriner durchzusetzen, dass Ptolemaios IX. den Thron an der Seite seiner Mutter Kleopatra III. bestieg.
Wahrscheinlich erhielt Ptolemaios X. als Ausgleich etwa im Juli 116 v. Chr. als Nachfolger seines älteren Bruders in der Funktion eines Strategen die Herrschaft auf Zypern. Es existieren jedoch keine zeitgenössischen Belege, dass er dieses Amt tatsächlich ausübte. Ein gewisser Helenos wurde sein Tropheus („Helfer“, „Erzieher“) und amtierte wohl von 114–106 v. Chr. als Stratege Zyperns. Auch ein Apollodoros war, vielleicht vor Helenos, Erzieher des Prinzen gewesen. Ptolemaios X. ließ sich 114/113 v. Chr. zum König Zyperns ausrufen und zählte von da an seine Regierungsjahre. Dementsprechend berichtet der neuplatonische Philosoph Porphyrios, dass Ptolemaios X. später sein achtes Regierungsjahr als Herrscher Zyperns mit seinem ersten als ägyptischer König (und dem elften Kleopatras III.) gleichsetzte, was exakt mit den Angaben der Papyri übereinstimmt.
Dass Ptolemaios X. auf Betreiben seiner Mutter bereits von Ende Oktober 110 bis Februar 109 v. Chr. anstelle seines älteren Bruders kurzzeitig  ägyptischer König (als Mitregent Kleopatras III.) gewesen sei, wie Otto und Bengtson aufgrund der Datierungen einiger Papyri annehmen, wird heute als eher unwahrscheinlich betrachtet. Im September 109 v. Chr. richtete der seleukidische König Antiochos VIII. Grypos ein Schreiben an Ptolemaios X. und informierte ihn darin über ein für Seleukeia erlassenes Freiheitsdekret.

### König von Ägypten

#### Mitregent von Kleopatra III.
Im Herbst 107 v. Chr. gelang es Kleopatra III., ihren ältesten Sohn endgültig zu vertreiben, indem sie die Alexandriner gegen ihn aufhetzte. Ptolemaios IX. musste aus Alexandria fliehen, während sein jüngerer Bruder Ptolemaios X. Zypern verließ und sich zur ägyptischen Grenze begab. Kleopatra III. ließ ihn von Pelusion nach Alexandria holen und ernannte ihn anstelle Ptolemaios’ IX. zu ihrem Mitregenten, nahm aber selbst die dominierende Rolle in der Herrschaftsausübung ein. Das erste Jahr der neuen Samtregierung wurde dem elften Kleopatras III. und dem achten Ptolemaios’ X. gleichgesetzt. Diese bis zum Tod Kleopatras III. im Jahr 101 v. Chr. beibehaltene Doppeldatierungsweise ist nicht nur in den damaligen Papyri, sondern auch auf Münzen nachweisbar.
Die Tatsache, dass der jüngere Sohn Kleopatras III. bei seiner Thronbesteigung neben der Annahme des Dynastienamens Ptolemaios auch seinen Geburtsnamen Alexander beibehielt und diesen anscheinend sogar als Kultnamen betrachtete (Alexander der Große wurde als Reichsgott verehrt), ferner, dass er auch seinen einzigen Sohn Alexander nannte, lässt darauf schließen, dass er Alexander den Großen tief verehrte und vielleicht innerhalb der Ptolemäer-Dynastie eine neue Namenstradition einführen wollte. Bei seiner Krönung nach ägyptischem Ritus erhielt Ptolemaios X. in seiner ihm damals verliehenen hieroglyphischen Titulatur u. a. den Thronnamen „Erbe des Wohltäter-Gottes und der Wohltäter-Göttin, Tochter des Re, der Erwählte des Ptah, …“ In seinem Horusnamen wird angedeutet, dass er seine Erhebung auf den ägyptischen Thron seiner Mutter verdankte.
Von 107 bis 105 v. Chr. hatte Ptolemaios X. das Amt des eponymen Priesters des Alexander und der vergöttlichten Ptolemäer inne, das zuvor sein älterer Bruder bekleidet hatte. 105/104 übernahm aber seine herrschsüchtige Mutter unter Verstoß gegen die ptolemäische Tradition selbst dieses höchste männliche Priesteramt. Vielleicht setzte sie diesen Schritt auch aufgrund von politischen Differenzen mit ihrem jüngeren Sohn, der sich offenbar als doch nicht so lenkbar wie von ihr erwartet herausgestellt hatte.
Ptolemaios IX. vermochte sich 106/105 v. Chr. in den Besitz Zyperns zu setzen und seine Herrscherstellung dort gegen wiederholte auf Befehl seiner Mutter angeordnete Angriffe zu behaupten. An dem kriegerischen Konflikt Kleopatras III., den sie 103 v. Chr. gegen ihren älteren Sohn in Syrien ausfocht, beteiligte sich Ptolemaios X. an der Seite seiner Mutter. Ptolemaios IX. hatte u. a. Ptolemaïs erobert und erfolgreich gegen den jüdischen König Alexander Iannaios gekämpft, so dass er ein Operationsgebiet für einen Angriff auf Ägypten gewonnen hatte. Kleopatra III. beschloss, ihrem älteren Sohn in Koilesyrien entgegenzutreten. Ihre von den jüdischen Feldherren Chelkias und Ananias befehligte Hauptarmee, die sie begleitete, rückte im Hochsommer 103 v. Chr. wohl entlang der Küstenstraße gegen Ptolemaïs vor und belagerte die Stadt. Auf Anweisung seiner Mutter segelte Ptolemaios X. gleichzeitig als Kommandant einer starken Flotte entlang der phönikischen Küste, um deren Hafenstädte einzunehmen und dann Ptolemaïs zu blockieren. Vor dieser Stadt sollten Kleopatras Landheer und die von Ptolemaios X. befehligte Flotte gemeinsam versuchen, diese bedeutende Basis ihrem älteren Sohn wieder zu entreißen. Während oder nach der Eroberung der Stadt verfolgte Chelkias mit einer starken Heeresabteilung den gegen Ägypten marschierenden Ptolemaios IX., kam aber dabei ums Leben. Ptolemaios X. zog inzwischen mit einem anderen Militärkontingent gegen Damaskus, eventuell um seinen älteren Bruder den Weg in eine syrische oder phönikische Küstenstadt abzuschneiden. Ptolemaios IX. drang stattdessen in Ägypten ein, wurde aber zurückgeschlagen und überwinterte in Gaza. Vielleicht war Ptolemaios X. von seinem Zug gegen Damaskus rasch nach Ägypten zurückgekehrt und jener Kommandant gewesen, dessen Truppen Ptolemaios IX. wieder aus dem Nilland vertrieben. Nach der Aussage einer demotischen Stele des Serapeions bei Memphis befand sich Ptolemaios X. jedenfalls im Februar 102 v. Chr. bei seinen Streitkräften im ägyptischen Grenzort Pelusion und schützte die dortige Grenze gegen einen erneuten Einfall von Ptolemaios IX., der es vorzog, nach Zypern zurückzukehren.
Die trotz der gemeinsamen Regierung entstehenden Spannungen zwischen Kleopatra III. und ihrem jüngeren Sohn führten dazu, dass Ptolemaios X. aus Alexandria floh. Der genaue Zeitpunkt dieser Flucht des Königs ist umstritten. Werner Huß nimmt 105/104 v. Chr. an, J. Cohen dagegen den Winter 103/102 v. Chr. Jedenfalls ließ sich Ptolemaios X. von seiner Mutter bald wieder zur Rückkehr überreden.
Mehrere antike Autoren behaupten, dass Ptolemaios X. seine Mutter Kleopatra III. ermorden ließ, deren Tod im Oktober 101 v. Chr. eintrat. Einige Althistoriker hegen Zweifel an der Zuverlässigkeit dieser Behauptung, doch hält sie etwa Werner Huß für höchstwahrscheinlich richtig. Er argumentiert, dass es schon früher den erwähnten schweren Konflikt zwischen Mutter und Sohn gegeben hatte und dass Kleopatra III. nach ihrem Sieg über Ptolemaios IX. ihre mächtige Position wohl noch stärker als bisher betont habe, während das Selbstbewusstsein Ptolemaios’ X. aufgrund seiner eigenen Erfolge im Krieg gegen seinen älteren Bruder gewachsen sei. So dürfte Kleopatra III. ihrer Herrschsucht zum Opfer gefallen sein.

#### Alleinherrschaft in Ägypten
Nach dem Tod seiner Mutter übernahm Ptolemaios X. die Alleinherrschaft in Ägypten und heiratete spätestens damals Kleopatra Berenike III., die Tochter seines Bruders Ptolemaios IX. wohl aus dessen Ehe mit Kleopatra IV. Er ernannte seine Gattin zur Mitregentin, doch wurde sein Name in den offiziellen Urkunden vor dem ihren genannt. Trotz der Ermordung seiner Mutter behielt der König seinen Kultnamen Theos Philometor („Mutterliebender Rettergott“) bei und nahm auch seine Gattin in den Kult auf; zusammen wurde das Königspaar daher als Theoi Philometores Soteres („Mutterliebende Rettergötter“) verehrt. Mit seiner Gemahlin hatte Ptolemaios X. eine Tochter, über die nichts Näheres bekannt ist. Aus einer früheren Ehe mit einer unbekannten Frau – die nach der Vermutung von Chris Bennett mit Kleopatra Selene zu identifizieren sei – hatte Ptolemaios ferner den Sohn Ptolemaios XI. Alexander II. Diesen ernannte er laut den Datierungen einiger demotischer Papyri, die ein Schreiber 101/100 v. Chr. in einem Büro in Deir-el-Medina in West-Theben verfasste, zu seinem Mitregenten. Daran befremdet, dass Ptolemaios XI. damals auf Kos weilte und nicht der Regierung Alexandrias angehörte, sowie dass er in den Datierungen als Sohn Kleopatra Berenikes bezeichnet wird, obwohl er ihr Stiefsohn war. Wahrscheinlich drängte Ptolemaios X. seine Gattin Kleopatra Berenike dazu, seinen Sohn aus erster Ehe zu adoptieren und bekundete mit dessen Ernennung zum Mitregenten seine Intention, dass Ptolemaios XI. ihm auf den Thron folgen solle.
100 v. Chr. trat ein von der Römischen Republik erlassenes Seeräubergesetz (Lex de piratis persequendis) in Kraft, das u. a. auch die in Ägypten, Zypern und Kyrene herrschenden Ptolemäerkönige aufforderte, Verordnungen zur Bekämpfung der Piraten zu verfügen. Damals war die Kyrenaika ein selbständiges, von Ptolemaios Apion regiertes Land, womit das Ptolemäerreich in drei gesonderte Gebiete aufgespalten war. Deswegen war auch die Macht der Ptolemäer stark geschwächt, was im Interesse Roms lag. Ptolemaios Apion vermachte sein Reich den Römern, die es aber nicht gleich nach seinem Tod 96 v. Chr., sondern erst 75/74 v. Chr. in eine römische Provinz umwandelten. Von seinem älteren Bruder drohte Ptolemaios X. für die nächste Zeit keine Gefahr, da Ptolemaios IX. nunmehr keine Anstrengungen  unternahm, um Ägypten wieder unter seine Kontrolle zu bringen.
Über die Regierungszeit Ptolemaios’ X. während der 90er Jahre v. Chr. liegen nur sehr spärliche Informationen vor. Im September/Oktober 99 v. Chr.  besuchte er mit seiner Gemahlin Memphis, um die bedeutsamen Verbindungen des Königshauses mit der dortigen Hohenpriester-Familie zu pflegen. Offensichtlich suchte der König auch generell durch mehrere Erlasse die Gunst der ägyptischen Priesterschaften zu gewinnen. Er räumte beispielsweise mehreren Heiligtümern das Asylrecht ein, so vor dem März 96 v. Chr. den Tempeln in Memphis und Busiris, im März 96 v. Chr. dem Tempel des Harkentechthai in Athribis, im Dezember 95 v. Chr. dem Tempel des Heron in Magdola, sowie im Februar 93 v. Chr. dem Heiligtum der Isis Sachypsis in Theadelpheia im Faijum. Ferner sagte der hohe Staatsbeamte Poseidonios im Oktober 99 v. Chr. den Priestern der ebenfalls im Faijum gelegenen Stadt Tebtynis seine Unterstützung zu, wobei er zweifellos die vom König allgemein dem ägyptischen Klerus gewidmete Aufmerksamkeit im Auge hatte. Bei der Verwaltung Ägyptens spielte in den 90er Jahren v. Chr. insbesondere der Epistratege Platon eine wichtige Rolle, außerdem der Stratege des arsinoïtischen Gaus, Lysanias, sowie jener des memphitischen Gaus, Sarapion. Viele gräzisierte Ägypter dürften höhere staatliche Funktionen erhalten haben.
In der damaligen Zeit gehörte der König Mithridates VI. von Pontos zu den wenigen östlichen Dynasten, die Rom offen herauszufordern wagten. Im Vorfeld seines ersten Kriegs, den er gegen die Römer ausfocht, suchte er nach Verbündeten und wandte sich durch Gesandte (wohl um 92 v. Chr.) auch an die Könige Ägyptens und Syriens, die ihm Schiffe zur Verfügung stellen sollten. Also handelte es sich höchstwahrscheinlich um Ptolemaios X., an den Mithridates VI. das Bündnisansuchen stellte. Doch Ptolemaios X. verweigerte unter Bedacht auf die große Macht Roms eine Allianz mit dem pontischen König.
Trotz seiner Verabschiedung von Erlassen zugunsten der Priesterschaft sah sich Ptolemaios X. gegen Ende seiner Regierungszeit mit etwa im Herbst 91 v. Chr. ausbrechenden Unruhen im Süden Ägyptens konfrontiert. Anhänger eines „Rebellen“ seien laut einem überlieferten Bericht in die benachbarten Gaue Latopolites (um Esna) und Pathyrites eingedrungen. Wahrscheinlich beteiligte sich auch Theben bald an dem Aufstand. Dagegen verhielten sich die Einwohner der südlich Thebens gelegenen Stadt Pathyris weiterhin loyal zu Ptolemaios X. und bekämpften die Insurgenten.

### Vertreibung und Tod
Etwa Anfang 88 v. Chr. brachen Spannungen zwischen Ptolemaios X. und den in Alexandria stationierten Truppen aus. Das Militär revoltierte gegen den König, und gleichzeitig fand ein Volksaufstand der Alexandriner statt. Das Motiv für die Erhebung soll in der judenfreundlichen Haltung des Königs gelegen haben. Ptolemaios X. habe die Alexandriner wegen „gewisser jüdischer Hilfeleistungen“ erbittert. Laut dem spätantiken Geschichtsschreiber Jordanes sei es bei der Rebellion gegen den König zu einer Judenverfolgung gekommen.
Wird der Bericht eines in Oxyrhynchus aufgefundenen Papyrus auf diese Auseinandersetzungen bezogen, wie es etwa der Althistoriker Werner Huß für plausibel hält, sind über den Beginn des Aufstands gegen Ptolemaios X. mehr Informationen bekannt. Demnach ließ der König Waffen schmieden, die Flotte instand setzen und die Besatzungen von Grenzorten wie Pelusion und Taposiris aufstocken. Dann verließ er Alexandria und reiste nach Oberägypten, um dort Soldaten für den Kampf gegen seine meuternden Truppen auszuheben. Allerdings lehnten es die oberägyptischen Soldaten ab, sich ihm anzuschließen.
Wahrscheinlich kehrte Ptolemaios X. daraufhin ins Nildelta zurück, versammelte die wenigen ihm noch treu gebliebenen Flotteneinheiten um sich und segelte ab, um eventuell Kurs auf Koilesyrien zu nehmen. Doch der Admiral Tyrros, ein „Verwandter“ (syngenés) des Königs, griff Ptolemaios X. an und lieferte ihm ein Seegefecht. Ptolemaios X. verlor diese militärische Auseinandersetzung, entkam nur mit Mühe und floh mit seiner Gattin Kleopatra Berenike III. und seiner Tochter nach Myra in Lykien.
Die Alexandriner riefen nun Ptolemaios IX. zurück, der etwa im Mai 88 v. Chr. in Alexandria anlangte. Die damals herrschende Unsicherheit spiegelt sich in mehreren damals verfertigten Papyri, die gleichzeitig nach den Regierungsjahren des Ptolemaios X. und jenen seines älteren Bruders datiert sind. Das letzte bekannte Beispiel hierfür stellt ein im Oktober 88 v. Chr. in Pathyris verfasster demotischer Papyrus dar. Der ins Exil getriebene Ptolemaios X. scheint große Geldanleihen bei römischen Kapitalisten aufgenommen zu haben, um Söldner anwerben und eine neue Flotte aufstellen zu können. Später kam das Gerücht auf, er habe den Römern als Garantie Ägypten testamentarisch vermacht, doch wusste selbst ein so bedeutender Politiker wie Marcus Tullius Cicero im Jahr 64 v. Chr. nur durch Hörensagen von diesem angeblichen letzten Willen des Königs. Entweder noch im Spätsommer 88 v. Chr. oder erst im Frühjahr 87 v. Chr. wurde Ptolemaios X.  bei dem Versuch, Zypern zu erobern, während eines Seegefechts gegen den zu seinem Bruder haltenden Admiral Chaireas getötet. Damit war die Herrschaft Ptolemaios’ IX. über Ägypten und Zypern gesichert. Über seinen gefallenen Bruder wurde eine damnatio memoriae verhängt. Seine 18 Regierungsjahre sollten aus den Buchurkunden getilgt und Ptolemaios IX. zugeschrieben werden. Ferner sind bisweilen auf Monumenten anstelle der Regierungsjahre Ptolemaios’ X. solche seines älteren Bruders vermerkt.